# Rebecca Reid
Rebecca Reid  ist eine britische Schauspielerin und Model. Sie arbeitete als Model in Tokio, Paris und London. Sie hatte ihre erste größere Rolle in der Fernsehserie New Girl, dort spielte sie das russische Model Nadia. Es folgten weitere Rollen in verschiedenen Fernsehserien, so war sie in der Comedy-Serie Childrens Hospital zu sehen.

## Filmografie (Auswahl)
- 2007: Dirt Nap
- 2007: Tödliche Versprechen – Eastern Promises (Eastern Promises)
- 2012: Childrens Hospital (Fernsehserie)
- 2012–2018: New Girl (Fernsehserie)
- 2013: Jimmy Kimmel Live! (Fernsehserie)
- 2015: I Live with Models (Fernsehserie)